# 全日本アラブ争覇
全日本アラブ争覇（ぜんにほんアラブそうは）とは川崎競馬場で行われていた競馬の重賞競走（平地競走）である。

## 概要
1952年にアングロアラブ系旧3歳馬による競走として創設。サラブレッド系旧3歳馬による全日本3歳優駿（現在の全日本2歳優駿）のアラブ版の競走で、開催時期も同じく11月 - 12月に行われた。当初は南関東公営競馬所属馬限定競走であったが、1985年からは地方競馬全国交流競走として行われた。しかし南関東地区のアラブ系競走の撤退に伴い1996年に廃止された。

## 歴代優勝馬
| 回数   | 施行日         | 優勝馬             | 性齢 | 所属   | タイム   | 優勝騎手   | 管理調教師 | 馬主                 |
| ------ | -------------- | ------------------ | ---- | ------ | -------- | ---------- | ---------- | -------------------- |
| 第1回  | 1952年9月23日  | キングフオード     | 牡2  | 大井   | 1:32 2/5 | 佐野誠三   | 佐藤順次   | 佐藤順次             |
| 第2回  | 1953年11月4日  | オマタドロツプス   | 牡2  | 大井   | 1:32 4/5 | 小林元治   | 小林元治   | 小俣福               |
| 第3回  | 1954年11月30日 | ダイゴカゲミツ     | 牡2  | 大井   | 1:32 3/5 | 曾根和一   | 廿楽長市郎 | 山口保男             |
| 第4回  | 1955年11月26日 | ギンパイ           | 牡2  | 川崎   | 1:32 2/5 | 永田旭     | 八木正雄   | 山口茂治             |
| 第5回  | 1956年11月26日 | サンチヤゴ         | 牡2  | 川崎   | 1:39 0/5 | 朝倉文四郎 | 鳥飼元脩   | 岸根藏之助           |
| 第6回  | 1957年11月19日 | リキスベビー       | 牡2  | 川崎   | 1:38 3/5 | 佐々木吉郷 | 三潟隆五郎 | 吉村辰雄             |
| 第7回  | 1958年11月19日 | オウゴンラツキー   | 牡2  | 大井   | 1:38 3/5 | 朝倉文四郎 | 森田正一   | 樋口仙之助           |
| 第8回  | 1959年11月1日  | トワダホマレ       | 牡2  | 大井   | 1:40.1   | 赤間清松   | 小暮嘉久   | 小暮はな             |
| 第9回  | 1960年11月11日 | イズミオー         | 牡2  | 川崎   | 1:39.7   | 永田旭     | 八木正雄   | 田中資敏             |
| 第10回 | 1961年10月9日  | ラツキーマンナ     | 牡2  | 船橋   | 1:39.1   | 須田茂     | 谷口源吾   | 鈴木晴               |
| 第11回 | 1962年11月1日  | セントマサ         | 牡2  | 大井   | 1:39.9   | 荒山徳一   | 廿楽長市郎 | 廿楽定夫             |
| 第12回 | 1963年11月13日 | テツカントウ       | 牡2  | 大井   | 1:38.5   | 松浦備     | 小暮嘉久   | 松本顕吉             |
| 第13回 | 1964年11月4日  | ダイリン           | 牡2  | 船橋   | 1:45.9   | 溝辺正     | 森田正一   | 安藤平造             |
| 第14回 | 1965年10月6日  | ハナノキネン       | 牡2  | 大井   | 1:46.9   | 渥美忠男   | 森谷光雄   | 森谷俊枝             |
| 第15回 | 1966年11月20日 | リキスユリ         | 牡2  | 大井   | 1:44.5   | 須田茂     | 高橋成実   | 高橋モトエ           |
| 第16回 | 1967年11月1日  | ニユーヒカリ       | 牡2  | 大井   | 1:45.1   | 須田茂     | 三坂博     | 近藤丈一             |
| 第17回 | 1968年12月11日 | グランドフジ       | 牡2  | 船橋   | 1:44.1   | 渥美忠男   | 及川六郎   | 藤井昌盛             |
| 第18回 | 1969年11月23日 | スピードウラワ     | 牡2  | 浦和   | 1:43.9   | 渥美忠男   | 池田銀一郎 | （株）小野田土地建物 |
| 第19回 | 1970年11月15日 | ナルビハヤテ       | 牡2  | 大井   | 1:43.4   | 高橋雄太郎 | 大南栄蔵   | 古川米子             |
| 第20回 | 1971年11月24日 | タイムライン       | 牡2  | 船橋   | 1:44.5   | 内野健二   | 竹田光雄   | 安西栄               |
| 第21回 | 1972年11月19日 | キングユワブチ     | 牡2  | 船橋   | 1:43.5   | 内野健二   | 竹田光雄   | 川村喜一             |
| 第22回 | 1973年11月9日  | ウメノタイヨウ     | 牡2  | 川崎   | 1:43.0   | 佐々木竹見 | 梅山満     | 田口真一             |
| 第23回 | 1974年11月6日  | バビロニアン       | 牡2  | 大井   | 1:43.5   | 須田和正   | 須田明雄   | 近藤啓一             |
| 第24回 | 1975年11月25日 | グレートライヒ     | 牡2  | 船橋   | 1:42.9   | 角田次男   | 宮下雅身   | （株）二葉           |
| 第25回 | 1976年11月19日 | カザンウンリユウ   | 牡2  | 船橋   | 1:42.9   | 川島正行   | 鈴木茂樹   | 渡辺実               |
| 第26回 | 1977年11月14日 | ガバナースカレー   | 牝2  | 船橋   | 1:43.0   | 田部和廣   | 木村万吉   | （有）木村牧場       |
| 第27回 | 1978年11月23日 | エビタカラ         | 牡2  | 大井   | 1:41.9   | 佐々木竹見 | 山下春茂   | 海老沼裕子           |
| 第28回 | 1979年11月21日 | イケアレツポ       | 牡2  | 船橋   | 1:43.6   | 渡辺市郎   | 宮下哲朗   | 池田豊治             |
| 第29回 | 1980年11月26日 | フアストセンプウ   | 牡2  | 川崎   | 1:43.0   | 佐々木竹見 | 杉村繁盛   | 伊藤隆之             |
| 第30回 | 1981年12月2日  | タカラガバナ       | 牝2  | 川崎   | 1:42.8   | 佐々木竹見 | 秋山重美   | 鈴木武征             |
| 第31回 | 1982年11月23日 | アサノトツプレデイ | 牝2  | 川崎   | 1:45.2   | 山崎尋美   | 佐藤金秋   | 浅井美佐夫           |
| 第32回 | 1983年11月26日 | カネヤマカザン     | 牡2  | 大井   | 1:44.4   | 堀千亜樹   | 遠間波満行 | 山際芳勝             |
| 第33回 | 1984年11月29日 | イソナンブ         | 牡2  | 北海道 | 1:43.0   | 高岡秀行   | 清水吉雄   | 梅川文仁             |
| 第34回 | 1985年12月4日  | オリエントキング   | 牡2  | 北海道 | 1:45.9   | 松本隆宏   | 須藤三千夫 | 中川信幸             |
| 第35回 | 1986年12月3日  | インタータルガ     | 牡2  | 北海道 | 1:43.3   | 高岡秀行   | 堂山芳則   | 茶谷輝夫             |
| 第36回 | 1987年12月16日 | テンハクリユウ     | 牡2  | 岩手   | 1:44.7   | 佐藤雅彦   | 櫻田新一郎 | 小笠原江美子         |
| 第37回 | 1988年11月24日 | ホクトエンペラー   | 牡2  | 船橋   | 1:45.8   | 桑島孝春   | 後藤稔     | （有）北斗牧場       |
| 第38回 | 1989年11月30日 | キミホマレ         | 牡2  | 川崎   | 1:46.0   | 一ノ瀬亨   | 佐々木吉郷 | 平野修二             |
| 第39回 | 1990年12月5日  | サンマロット       | 牡2  | 北海道 | 1:44.6   | 森下博     | 田中正二   | 大岡孝子             |
| 第40回 | 1991年12月18日 | マルワベスト       | 牝2  | 浦和   | 1:44.2   | 佐藤隆     | 廣瀬龍夫   | （有）丸和ホース     |
| 第41回 | 1992年11月25日 | マルシンヴィラーゴ | 牝2  | 北海道 | 1:40.1   | 米川昇     | 米川伸也   | 梅川文仁             |
| 第42回 | 1993年12月2日  | ミヤコスイセイ     | 牡2  | 川崎   | 1:44.6   | 佐々木竹見 | 髙橋敏男   | （有）ミヤコ         |
| 第43回 | 1994年12月7日  | ホマレショウハイ   | 牡2  | 船橋   | 1:45.1   | 石崎隆之   | 出川博史   | 伊藤昭次             |
| 第44回 | 1995年12月13日 | マルゼンショウハイ | 牡2  | 船橋   | 1:46.5   | 秋田実     | 江川秀三   | 伊藤昭次             |
| 第45回 | 1996年11月27日 | タービュレンス     | 牡2  | 岩手   | 1:45.2   | 佐藤雅彦   | 櫻田浩三   | 山本武司             |

- 距離：第1 - 4回 ダート1400m、第5 - 12回 ダート1500m、第13回- ダート1600m
- 出走条件：アングロアラブ系2歳馬・地方競馬全国
- 優勝馬の馬齢は2000年以前も現表記を用いている。

### 各回競走結果の出典
- 全日本アラブ争覇 歴代優勝馬 - 地方競馬全国協会、2014年8月1日閲覧

- 『南関東地方競馬重賞競走番組（平成11年度）』大井競馬場・川崎競馬場・船橋競馬場・浦和競馬場、1999年、144-145頁